# Hermippe (maan)
Hermippe, of Jupiter XXX is een natuurlijke satelliet van Jupiter. De maan werd ontdekt door de Universiteit van Hawaï in Manoa onder leiding van Scott S. Sheppard in 2001 en kreeg eerst de voorlopige aanduiding S/2001 J 3.
Hermippe is ongeveer 4 kilometer in doorsnee en draait rond Jupiter op een gemiddelde afstand van 21,297 Gm in 633,91 dagen.
De maan is genoemd naar Hermippe, een van de liefdes van Zeus.